# 민주집중제
민주집중제(民主集中制, 영어: democratic centralism)는 프롤레타리아 독재를 전제로 마르크스-레닌주의 정당이 채택하는 조직 원칙에서 민주주의와 중앙 집권제의 원칙을 일부 혼합한 제도이다. 초기 내용은 블라디미르 레닌이 최초로 완성했으며, 각 공산주의 국가에서 지도자에 따라 그 실행 방법과 내용이 달라졌다. 공산주의나, 사회주의 국가에서 민주집중제는 특정 이념 틀 안에서 민주적으로 정책을 결정하되, 결정된 정책에 반대하는 소수의 의견은 무시되는 다수결의 원칙을 따른다. 일인일파 독재 가능성에 무방비하다는 단점을 보완하고자, 집단지도체제라는 노동 계급이 참여하는 대중적 준-직접민주제가 존재한다.
현재 쿠바 공산당, 중국 공산당, 조선로동당 등이 이러한 원칙에 입각하여 당을 운영하며, 민주집중제의 통치 성격에 대해서는 정부 요인들이 얼마나 민주적 또는 독재적으로 운용하는지에 따라 국가 통치 상태가 민주주의적인지 권위주의적인지 매우 쉽게 결정될 수 있다. 주로 세계 각 정당이 당 지도부와 당원들 끼리의 민주주의를 실현하기 위해 당내민주주의라는 이름으로 거의 비슷한 형태로 사용하고 있다.

## 소련 공산당의 민주집중제

### 초기 민주집중제
독일 이데올로기에서 프롤레타리아 독재를 구현할 때 엥겔스가 잠깐 언급한 것이었다. 그는 '민주집중제'를 공산주의 사회로 진입하기 위해 짧은 시간의 프롤레타리아 독재 기간에 일시적으로 실행해야 할 중앙집권제로 묘사했다. 후에 1905년 11월 러시아 사회민주노동당의 분파인 멘셰비키는 이 민주집중제를 장기간 프롤레타리아 독재를 하려면 구체화할 필요성이 있다고 주장했다. 그 후 같은 해 12월에 '민주집중제에 관한 테제'는 러시아 사회민주노동당 내 분쟁의 여지가 없는 내용이라 판단되어 볼셰비키도 만장일치로 민주집중제 구체화에 찬성했다. 그들의 의견에 상응하여 블라디미르 레닌이 이 민주집중제를 연구하는 시초가 된다. 그 후 이 통치 원리는 1906년 4월에 열린 러시아 사회민주노동당 대회전당에서 처음으로 당 조직 원칙으로 결정됐다. 이들이 절충한 민주주의 제도는 직선제와 보고의무제였다. 집권한 공산당 일파는 행정권을 갖게 되고, 나머지 상대파 공산당 간부들은 입법을 주관하는 내용이었다.
그러나 문제가 발생한다. 채택 결의안 이후 멘셰비키가 구상한 민주집중제와 볼셰비키가 구상한 민주집중제의 내용이 다소 차이가 나기 시작한 것이다. 그리그 당시 다수파였던 멘셰비키가 구상한 민주집중제를 실행해야 한다는 소리가 커지면서, 러시아 사회민주노동당은 '멘셰비키식 민주집중제'를 따랐다.
10월 혁명 후 내전이 일어나자 멘셰비키가 구상한 민주집권제 원칙은 볼셰비키식으로 수정되었다. 1920년에 열린 코민테른 제2 전당대회에서 "프롤레타리아 혁명에서의 공산당 역할에 관한 강령"을 채택하였다. 그 속에서 "민주집중제의 기본 원칙은 당의 상부 기관이 하부 기관에서 선출되기 때문에 하부 기관은 조건 없이 상부 기관의 명령을 따라야 하며 상부 기관의 권위와 규율을 인정해야 한다."라고 수정 지침 하였다. 즉, 민주집중제에서 민주주의적인 요소보다는 당의 규율을 강조함으로써 공산당원의 단결을 직간접적으로 표현했다. 그리고 이 민주집중제 수정안을 기점으로 세계 각국의 여러 공산당이 수정된 민주집중제를 따른다.
1921년 제10차 당 대회에서 채택된 민주집중제 수정 결의안에서 당내 분파를 형성하는 것이 금지되었다. 이 때문에 1920년대에는 당내에 트로츠파와 부하린파 등의 반대파가 존재했고 그 영향력도 무시할 수 없었지만, 1921년 민주집중제 수정안으로 레닌을 주축으로 한 정파를 제외한 여러 정파의 권리가 낮아지게 되었다.
- 1. 혁명적 당의 최고지도기관은 상향선거로 구성원이 정해진다.
- 2. 보고의무제 원칙에 따라 혁명적 당의 하부 기관은 상부 기관에게 국가 상황을 정기적으로 보고해야 한다.
- 3. 다수결을 원칙으로 한다.
- 4. 하부 기관은 상부 기관에 복종한다.
- 5. 다수 인민의 뜻에 맞는 최고지도기관을 선출하기 위해 모든 인민은 선거·투표에 참여할 책임이 있다.
- 6. 지방 사무는 인민의 자치체가 자발적으로 관리할 의무가 있다.
- 7. 모든 지방의 인민 자치체는 중앙 기관을 비판하고 정책 수정을 요구 할 권리가 있다.
- 8. 모든 지방 및 중앙 위원회 구성원들은 노동 계급의 직선제 선거로 선출된다.

### 후기 민주집중제
후에 스탈린이 정권을 잡고 나서 이를 악용하여 소수 정파를 모두 숙청한다. 멘셰비키의 후신이었던 트로츠키파도 1930년대 대숙청 때 모두 추방당하거나 처형당한다. 또한, 중앙 기관을 비판하는 지방 인민 자치제의 역할도 금지함으로써 스탈린 집권기 당시에는 민주집중제 내용에서의 민주주의가 매우 후퇴했다. 이로 인하여 레닌이 제시한 민주집중제의 원칙은 민주는 사라지고 집중만 남게 되어 스탈린의 권력을 강화시키는 수단으로 사용되고 만다.
그러나 당시 소련 공산당 스스로는 스탈린의 통치 원리를 태초의 민주집중제라고 주장했다. 1934년에 개정된 당 규약 제18 조에는 "당 조직 구성의 지도적 원리는 민주주의적 중앙집권제"고 규정하고 있었고 스탈린이 수정한 구체적 내용은 다음과 같다.
- 1. 모든 교육 기관과 선거 기관은 혁명적 당의 명령을 따라야 한다.
- 2. 당의 규율을 유지하기 위해 모든 하부 기관과 자치체는 최고지도기관의 방침을 전달해야 한다.
- 3. 당 규율을 엄격하게 유지하고 국론 통일을 위해 소수 의견은 반영되지 않는다.
- 4. 공산당 내 하부 기관은 상부 기관의 명령에 무조건으로 복종해야 한다.

실제로 이러한 민주집중제 구조는 1934년에서 1976년까지 시행되었고, 1977년 소련은 이를 다시 수정하여, 소련 헌법 제3 조에서 "상부 기관은 하부 기관의 결정에 구속되어야 하고, 최고지도기관은 선거 인민으로 선출된 기관이기 때문에 모든 국가 기관은 최고지도기관에 인민의 결정을 보고해야 할 의무를 지닌다. 또한, 모든 인민 자치체는 최고지도기관을 비판할 권리가 있다." 라고 수정하였다.

## 중국 공산당의 민주집중제
중국 공산당에서도 조직원칙으로 발전되었다. 마오쩌둥은 1954년 헌법에서 중국 공산당 내에서의 민주집중제로 포함될 네 가지 원칙으로 '소수의 다수에 대한 복종', '개인의 집단에 대한 복종', '하부의 상부에 대한 복종', 당의 중앙 원칙에 대한 복종'주장했다. 이러한 마오쩌둥의 주장은 1982년 신헌법채택까지 중국 공산당 민주집중제의 기본 원칙이 되었다.
현재 중국 공산당의 당 규약은 "총 행동지침(전문)"에서 "민주집중제를 견지할 것"을 당의 원칙으로 삼고 있다. 제10조 헌법에서 이를 명시하고 있다.
제10조, 당은 강령과 규약에 근거해 민주집중제도로 조직된 통일체이다. 당 민주집중제도의 기본 원칙은 다음과 같다.
1. 당원 각 개인은 당 조직에 복종하며 소수는 다수에 복종하고 하부조직은 상부조직에 복종하며 모든 당 각 조직과 전 당원은 당의 전국대표대회 또는 중앙위원회에서 자신의 의견을 제출한다.
2. 당의 각 지도 기관을 구성하는 구성원은 당파심이 없는 선거 기관에서 모두 선거로 선출된다.
3. 당의 최고지도기관은 당 전국대표대회에서 선출된 중앙위원회이다. 당의 지방 지도기관을 구성하는 구성원은 당 지방 각급 대표대회에서 선출된 위원이다. 당의 각급 위원회는 같은 수준의 대표대회에 지방 상황을 보고할 보고의무가 있다.
4. 당 고위 조직은 항상 하부조직과 당원, 대중의 의견에 귀를 기울이고 그들이 보고한 문제를 바로 해결해야 한다. 당의 하부조직은 상부조직에 지침을 기점으로 각 대중의 근로 활동을 보고하는 한편, 독자적으로 책임을 가지고 자기의 직책 범위 내에서 문제를 해결해야 한다. 상부조직과 하부조직 간에 서로 정보 교류해야 하고 부정부패가 없도록 관리 감독하에 있도록 해야 한다. 당의 각 조직은 중국 공산당의 규정에 따라 당무 공개를 실행하고 당원에게 당내 조치를 더 많이 알리고 당무에 참여시켜야 한다.
5. 각급 당 위원회는 집단적인 책임과 개인적인 책임이 결합 된 제도를 실행한다. 중요한 문제에 속하는 모든 내용은 집단지도회의와 교섭회의에서 결정한다는 원칙에 따라 당 위원회에서 집단으로 토의하여 결정하여야 한다. 위원회 구성원은 집단의 결정과 분담된 역할에 따라 꾸준히 스스로 직책을 수행해야 한다.
6. 당은 어떠한 형태이든 간에 개인숭배를 금지한다. 당 구성원은 당 지도자의 활동이 당과 인민의 감독하에 놓이게 할 수 있도록 보장해야 하고, 당과 인민의 이익을 대표하는 모든 지도자의 위신을 지켜야 한다.

## 비판
레닌의 공산주의 맞수였던 로자 룩셈부르크는 '민주집중제'라는 제도는 프롤레타리아 독재가 아니라 프롤레타리아를 향한 독재라고 비판했다. 또한, 좌파공산주의자들은 민주집중제는 거시적인 의미에서 민주주의 원칙을 따른다고 할 수 있지만, 민주주의의 제일 중요한 것인 인간의 존엄성과 개인의 자유를 박탈했기 때문에 민주집중제는 마르크스-레닌주의자들이 대단히 잘못 내린 통치 원칙이라고 비판했다. 그리고 이러한 민주집중제는 공산당 당내에서 일파 독재가 성립될 수도 있다는 비판을 했다. 그들의 의견에 상응하여 실제로 여러 마르크스-레닌주의를 절충한 공산주의 국가에서는 독재 문제로 국제적인 여론이 오갔다.

## 같이 보기
- 마르크스-레닌주의
- 룩셈부르크주의
- 좌파공산주의
- 스탈린주의
- 중앙 집권
- 레닌주의
- 민주주의
- 공산주의
- 주체사상
- 관료제

## 관련 서적
- 《민주집중제란 무엇인가》(표트르 로디오노프 저)